# Copa del Sol
Copa del Sol este un turneu amical de fotbal internațional inter-cluburi desfășurat anual pe coasta sudică a Spaniei în ianuarie-februarie. Turneul inaugural a avut loc în 2010.

## Rezultatele finalelor
| Sezon | Câștigător                                      | Scor                                            | Finalist                                        | Locația                      | Data                            | Echipe |
| ----- | ----------------------------------------------- | ----------------------------------------------- | ----------------------------------------------- | ---------------------------- | ------------------------------- | ------ |
| 2010  | ȚSKA Moscova și Șahtior Donețk (titlu împărțit) | ȚSKA Moscova și Șahtior Donețk (titlu împărțit) | ȚSKA Moscova și Șahtior Donețk (titlu împărțit) | Marbella, Spania             | 3 februarie – 12 februarie 2010 | 8      |
| 2011  | Karpaty Lviv                                    | 1 – 0                                           | Șahtior Donețk                                  | Elche și La Manga, Spania    | 27 ianuarie – 7 februarie 2011  | 16     |
| 2012  | Spartak Moscova                                 | 1 – 0                                           | F.C. Copenhagen                                 | Benidorm și La Manga, Spania | 28 ianuarie – 7 februarie 2012  | 12     |
| 2013  | Șahtior Donețk                                  | 2 – 1                                           | Widzew Łódź                                     | La Manga și Pinatar, Spania  | 23 ianuarie – 2 februarie 2013  | 12     |